# Caslon
Le Caslon est une police de caractères avec empattements, créée par William Caslon au XVIIIe siècle.

## Caractéristiques
Le Caslon inclut les variations de régularité qui sont typiques des polices hollandaises transitionnelles baroques. Il se caractérise par des jambages plutôt courts, des empattements pentus, un contraste relativement modéré, une texture robuste, et une modulation discrète des traits. L'apex du A se termine par un prolongement concave, le G ne comporte pas d'éperon. Les italiques ont un rythme calligraphique, les caractères A, V et W ont une pente un peu tendue. Les minuscules italiques p, q, v, w et z ont des finales de type calligraphique.

## Histoire
Les tailles les plus anciennes de Caslon datent de 1722. Caslon est connue comme la toute première police d'inspiration anglaise et originale, même si certains historiens de la typographie, tels que Stanley Morison ou Alfred F. Johnson, un scientifique qui a étudié au British Museum, insistent sur la très proche ressemblance du modèle de Caslon avec les types contemporains utilisés par Oxford University Press et gravés par Dirk Voskens, ainsi qu'avec d'autres types hollandais de Christoffel van Dijck.
Les fontes hollandaises étaient celles utilisées par une grande majorité des imprimeurs en Angleterre alors : l'Oxford University Press utilisait des caractères gravés par le fondeur hollandais Voskens. La Cambridge University Press venait de recevoir des Pays-Bas en janvier 1698 quelque 52 séries d'alphabets produits par Van Dijck. L'année précédente, en 1697, elle avait utilisé les romains et italiques de Van Dijck pour une édition du Gratulatio Cantabrigiences. Les caractères de Van Dijck et de Voskens sont aussi utilisés pour William Harison, Woodstock Park, Tonson, en 1706.
La carrière de William Caslon n'est documentée qu'ultérieurement (Rowe More vers 1778, John Nichols en 1782 puis  en 1815), il y a une incertitude relative concernant l'exacte genèse du Caslon. Selon Nichols, les premières fontes taillées par William Caslon ont été arabes, pour un Psalter (psautier) en 1725, hébreu pour les œuvres de John Selden en 1726, copte pour le Pentateuque bilingue du Dr David Wilkins en latin et hébreu de 1731, et il ne donne pas d'indication concernant les premières tailles réalisées par Caslon en romain et en italique.
Selon Nichols, « [Caslon] réalisa la découpe de ces belles fontes anglaises qui furent employées pour l'impression des œuvres de Selden en 1726 ». Nichols estime ces caractères comme étant bien supérieurs aux fontes contemporaines hollandaises qui étaient celles utilisées dans les ouvrages anglais à cette époque. C'est cette attribution qui est remise en cause par les chercheurs, car le romain qui est utilisé dans cet ouvrage, un Garamond utilisé dans le premier volume et dans une partie du second, serait identique à celui d'une épreuve conservée au British Museum, nommée Groote Mediaan Romyn, et datée a priori de 1715. Cette fonte qui se trouve également répertoriée dans l'héritage de la veuve de Voskens aurait été utilisée pour la première fois à Amsterdam, en 1684.
De son association avec William Bowyer, les plus anciennes tailles de Caslon en romain et en italique peuvent être identifiées :
- 1725 : romain et italique, corps pica (équivalant à un corps 12), dans les notes d'Anacreon, en grec et en latin ;
- 1726 : romain et cursif, corps pica, dans Reliquæ Baxterianæ ;
- 1730 : romain et italique, corps English (équivalant à un corps 14), dans la préface du Chronicles of the Kings of England de Richard Baker. Le texte de l'ouvrage est en Caslon Pica.

Les fontes taillées d'abord par William Caslon, puis par son fils, sont un dérivé très proche de celles de Van Dijck, subtilement recaractérisées et rééquilibrées pour satisfaire les attentes de leur clientèle.
Les casses Caslon furent répandues communément à travers tout l'empire britannique, y compris en Amérique du Nord. À ce sujet, par exemple, une oxydation qui serait due à des conditions précaires lors du voyage transatlantique a été tenue pour responsable de la mauvaise qualité fréquente sur les imprimés nord-américain de cette période : il faudrait en réalité tenir compte également des conditions de stockage et de manipulation sur place.
Les fontes Caslon n'en furent pas moins immédiatement appréciées, et elles sont celles de nombreux documents historiques, dont les distributions officielles de la Déclaration d'indépendance des États-Unis. Après la mort de William Caslon, l'emploi de ses fontes fut en déclin mais elles connurent une résurgence via Chiswick Press puis dans le contexte du mouvement des Arts & Crafts, en Grande-Bretagne.
Les Caslon sont d'emploi toujours répandu aujourd'hui.